# Old Shawneetown, Illinois
Old Shawneetown là một làng thuộc quận Gallatin, tiểu bang Illinois, Hoa Kỳ. Năm 2010, dân số của làng này là 193 người.

## Dân số
Dân số qua các năm:
- Năm 2000: 278 người.
- Năm 2010: 193 người.